# Antonio Puccini
Pour les articles homonymes, voir Puccini (homonymie).
Antonio Benedetto Maria Puccini (né le 30 juillet 1747 à Lucques dans la république de Lucques et mort le 10 février 1832 à Lucques) est un compositeur italien.

## Biographie
Antonio Puccini est le fils de Giacomo Puccini (1712-1781). La ville de Lucques lui a fourni une aide financière pour étudier à Bologne avec Caretti et Zanardi. Il se marie là avec une organiste Caterina Tesei et retourne à Lucques. Il devient organiste suppléant de son père à San Martino. Il prend sa succession comme directeur de la Cappella Palatina (1781-1805). Il devient membre de l'Accademia Filarmonica de Bologne (1771).
Antonio Puccini a surtout composé de la musique sacrée.
Antonio Puccini est le père de Domenico Puccini (1772-1815), le grand-père de Michele Puccini (1813-1864) à qui il a appris la musique et l'arrière grand-père de Giacomo Puccini (1858-1924).

## Œuvres
- 4 Messes
- 2 Te Deum
- 3 Magnificat
- 20 Psaumes